# Pseudanophthalmus parvicollis
Pseudanophthalmus parvicollis är en skalbaggsart som beskrevs av René Gabriel Jeannel. Pseudanophthalmus parvicollis ingår i släktet Pseudanophthalmus och familjen jordlöpare. Inga underarter finns listade i Catalogue of Life.